# Vandermondova matrika
Vandermondova matrika (oznaka {\displaystyle V\,}) je matrika, ki ima v vsaki vrstici za elemente člene iz geometrijskega zaporedja. To je lahko matrika z razsežnostjo {\displaystyle m\times n\,}, kar pomeni, da ni nujno kvadratna matrika.
Imenuje se po francoskem glasbeniku, kemiku in matematiku Alexandru-Théophilu Vandermondu (1735–1796).
Splošna oblika Vandermondove matrike je:
{\displaystyle V={\begin{bmatrix}1&\alpha _{1}&\alpha _{1}^{2}&\dots &\alpha _{1}^{n-1}\\1&\alpha _{2}&\alpha _{2}^{2}&\dots &\alpha _{2}^{n-1}\\1&\alpha _{3}&\alpha _{3}^{2}&\dots &\alpha _{3}^{n-1}\\\vdots &\vdots &\vdots &\ddots &\vdots \\1&\alpha _{m}&\alpha _{m}^{2}&\dots &\alpha _{m}^{n-1}\\\end{bmatrix}}}.
Posamezne elemente se lahko zapišemo kot:
{\displaystyle v_{i,j}=\alpha _{i}^{j-1}}

## Determinanta
Determinanto Vandermondove matrike se izračuna po obrazcu:
{\displaystyle \det(V)=\prod _{1\leq i<j\leq n}(\alpha _{j}-\alpha _{i}).}